# 건축 환경
건축 환경(built environment)이라는 용어는 인간이 만든 조건을 의미하며 건축, 조경 건축, 도시 계획, 공중보건, 사회학, 인류학 등에서 자주 사용된다. 이렇게 선별된 공간은 인간 활동을 위한 환경을 제공하며 인간의 욕구와 필요를 충족시키기 위해 만들어졌다. 이 용어는 전통적으로 연관된 건물, 도시, 공공 인프라, 교통, 열린 공간뿐만 아니라 농지, 댐 강, 야생 동물 관리, 심지어 가축과 같은 보다 개념적인 구성 요소를 포함하는 과다한 구성 요소를 나타낼 수 있다.
건축 환경은 물리적인 특징으로 구성된다. 그러나 연구를 통해 건축 환경은 물리적 공간과 사회적 결과 사이의 연관성을 강조하는 경우가 많다. 이는 환경과 사회가 물리적으로 조작하고 기능하는 방식뿐만 아니라 사회 경제적 불평등 및 건강과 같은 사회의 덜 유형적인 측면에도 영향을 미친다. 건축 환경의 다양한 측면은 주택 및 인종 분리, 신체 활동, 식량 접근, 기후 변화 및 환경 인종차별에 대한 연구에 기여한다.

## 같이 보기
- 도시 계획
- 환경심리학
- 지속 가능성
- 실내 공기질
- 자연 환경
- 공중보건
- 사회환경
- 어버니즘
- 도시 계획
- 토속건축